# 倒捻子素
倒捻子素（英語：Mangostin），又称楝子素，是一种得自倒捻子（山竹）果皮中的黄色结晶，为呫吨酮型色素。在山竹中存在α-倒捻子素和β-倒捻子素两种相关异构体，成熟的山竹还会产生降倒捻子素。倒捻子素和山竹中的多种其他黄酮类化合物已被研究具有抗氧化、抗菌、抗炎和抗癌等生物学特性。动物研究表明，倒捻子素是一种中枢神经抑制剂，可引起镇静、运动能力下降和眼睑下垂。